# Watzdorf (Adelsgeschlecht)

Wappen derer von Watzdorf

Die Familie von Watzdorf (auch von Watzdorff) ist ein thüringisches, später auch freiherrliches und seit 1719 gräfliches Adelsgeschlecht.

## Geschichte
Urkundlich gesichert erschien der Name von Watzdorf erstmals im Jahr 1137 anlässlich der Belehnung des Ritters und Vogtes Conradus de Wazdorf auf dem Greifenstein mit dem in der Nähe gelegenen Dorf Watzdorf durch Graf Sizzo III. von Schwarzburg. Die frühesten Besitzungen der Familie lagen in großer Anzahl überwiegend beiderseits der Saale, so auch die Stammsitze der zwei Hauptlinien des Geschlechtes in Altengesees und Neidenberg.
Im Laufe der Jahrhunderte breitete sich das Geschlecht im thüringisch-sächsischen Raum mit weiteren Schwerpunkten im Vogtland, in der weiteren Umgebung von Leipzig und in der Oberlausitz aus. Erst im 19. Jahrhundert erwarb es Grundbesitz in Schlesien und vorübergehend in Westpreußen.
Zahlreiche Familienmitglieder derer von Watzdorf waren im sächsischen Staatsdienst tätig, u. a. Graf Christoph Heinrich von Watzdorf (1670–1729), Kabinettsminister unter August dem Starken und sein Sohn Christian Heinrich Graf von Watzdorf (1698–1747). Dessen vielversprechende Laufbahn (1720 Kammerherr, 1724 Hof- und Justizrat, 1725 außerordentlicher Gesandter an den Höfen in Parma und Florenz) endete unmittelbar nach dem Regierungsantritt Friedrich Augusts II. aufgrund seines Widerstandes gegen die Willkürherrschaft von dessen Premierminister Graf Heinrich von Brühl. Er kam als Staatsgefangener auf die Festung Königstein, wo er nach 14-jähriger Haft starb; sein Vermögen wurde nach seinem Tode eingezogen.
Ein weiteres Mitglied der Familie, Werner von Watzdorf, war von 1895 bis 1902 sächsischer Finanzminister.
Die Familie ist auch vereinzelt im vogtländisch-fränkischen Raum belegt. Emerentia von Watzdorf starb am 10. März 1560 auf dem Gut Nestelreuth bei Naila. Die Watzdorf besaßen nach 1547 auch ein Gut in Feilitzsch. Sie waren unter anderem mit den Familien Wildenstein und Sparneck verwandt.
Seit 2004 ist die Familie wieder in Sachsen vertreten, auf Schloss Heynitz bei Nossen.
Die von Watzdorf hielten schon 1394 einen Familientag ab.

## Besitze der Familie Watzdorf

### Schloss Lichtenwalde

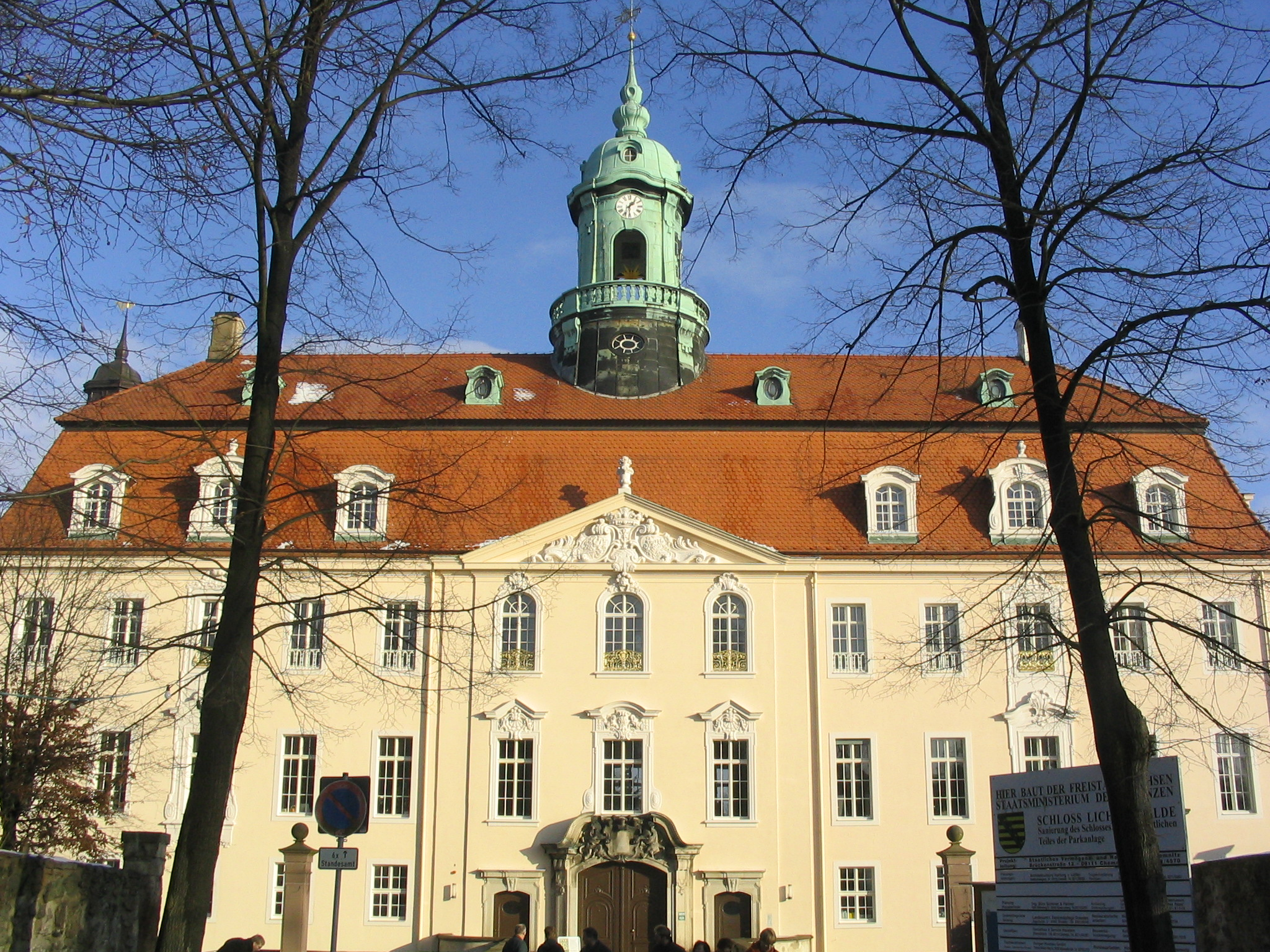
Schloss Lichtenwalde

1719 ersteigerte der sächsische Armeechef und faktische Premierminister Jakob Heinrich Graf von Flemming den verschuldeten Besitz Schloss Lichtenwalde derer von Bünau und verkaufte ihn 1722 an den Kabinettsminister Graf Christoph Heinrich von Watzdorf (1670–1729) weiter, der die Reste der alten Burg wie auch des Harrasschen Schlosses abreißen ließ und ein großes Barockschloss an deren Stelle errichtete. Sein Sohn Friedrich Carl von Watzdorf († 1764), ein Bruder des später in Ungnade gefallenen Ministers Christian Heinrich, ließ um das Gebäude ab 1730 einen weitläufigen Park anlegen.
Als Watzdorf ohne Nachkommen starb, gelangte Lichtenwalde 1764 in den Besitz seiner Witwe, Henriette Sophia, geborene Gräfin Vitzthum von Eckstädt. Die Grafen Vitzthum von Eckstädt blieben bis zur Enteignung im Jahre 1945 Schlossherren auf Lichtenwalde.

### Schloss Wiesenburg

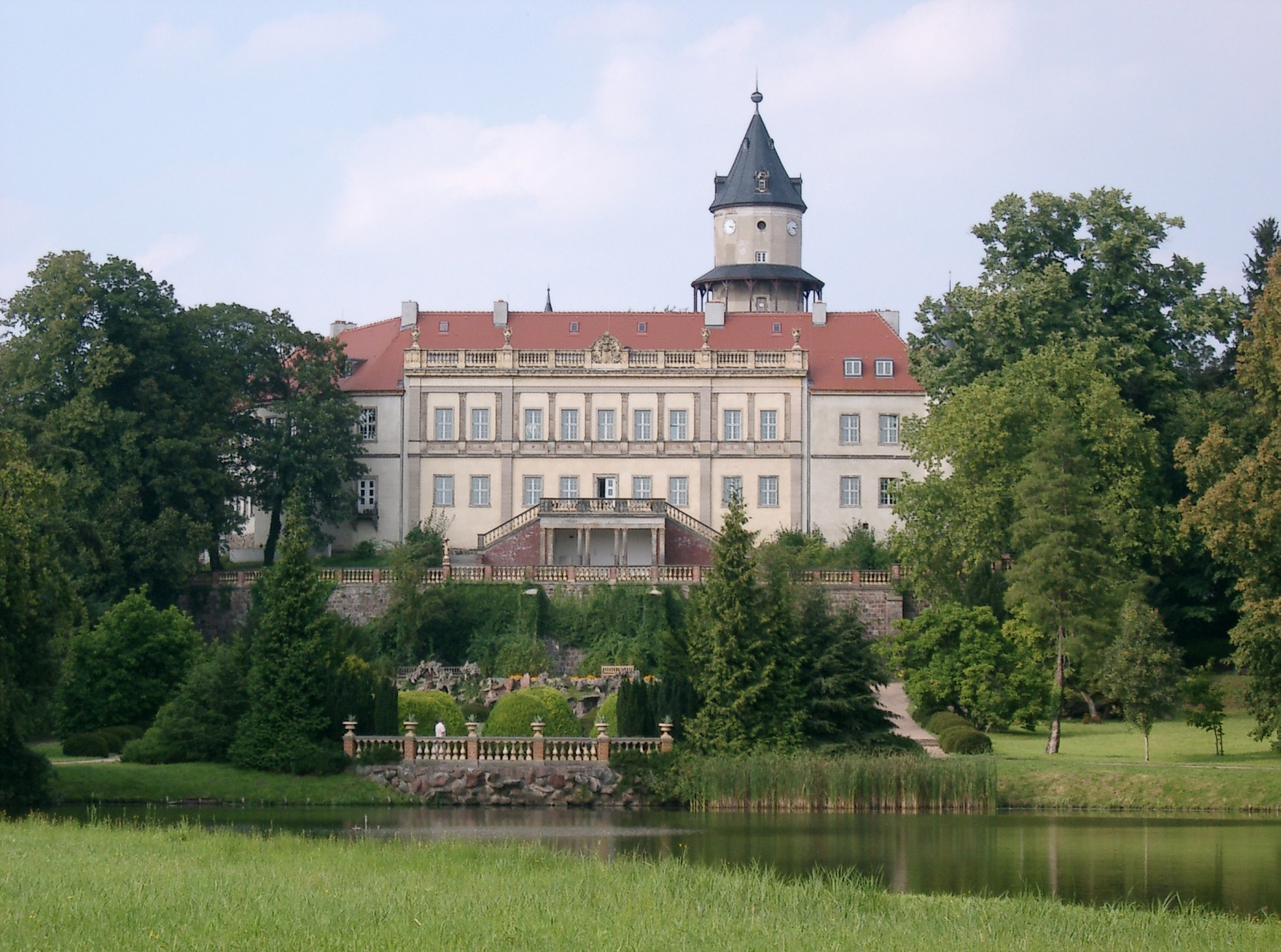
Schloss Wiesenburg

Durch Heirat mit Luise Sophie von Lindau, Tochter des Adam Friedrich Brand von Lindau, kam Schloss Wiesenburg im Fläming in die Familie. Im 18. Jahrhundert war der kurfürstlich-sächsische Kammerjunker, Appellationsrat, Hofrichter in Wittenberg und Steuereinnehmer des Kurkreises, Adam Friedrich August von Watzdorf, Besitzer des Schlosses. Dieses erhielt sein heutiges Aussehen ab 1863 bei einer durchgreifenden Umgestaltung im Stil der Neorenaissance unter seinem Urenkel Curt Friedrich Ernst von Watzdorf, der auch den 123 Hektar großen Park schuf. 1881 wurde das Schloss in weiblicher Linie weitervererbt.

### Dornburger Schlösser

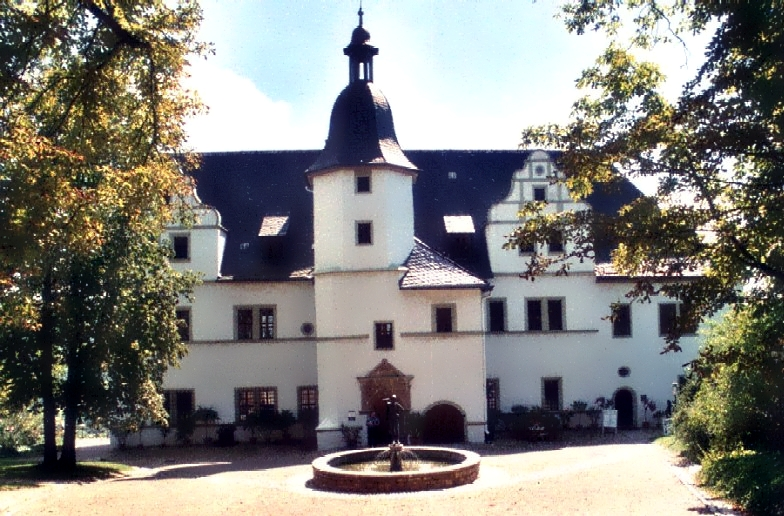
Renaissance-Schloss der Dornburger Schlösser

Das Renaissance-Schloss unter den Dornburger Schlössern wurde 1539 von Volrad von Watzdorf anstelle eines im 14. Jahrhundert erbauten Gutshauses errichtet. Wegen Überschuldung des Eigentümers wurde das Schloss 1571 an Herzog Johann Wilhelm von Sachsen-Weimar verkauft.

### Weitere Besitze
- Schloss Dryfels in Berga/Elster (1592 bis 1870)
- Kauern bei Greiz (ab 1592)
- Birkenheide bei Saalfeld
- Crostau (ab 2. Hälfte 17. Jh.)
- Dinglingers Weinberg (1. Hälfte 20. Jh.)
- Schloss Jößnitz, sächs. Vogtland
- Kauschwitz bei Plauen
- Liebertwolkwitz bei Leipzig
- Nudersdorf (1840 bis 1849)
- Röttis, sächs. Vogtland
- Schloss Spreewiese bei Görlitz (ab 1840)
- Stedten (? bis 1721)
- Störmthal (ab 1824)
- Wiesa
- Schloss Heynitz (Miteigentümer gemeinsam mit der Familie von Heynitz, seit 2004)
- Rittergut Auerswalde (ab 1724)

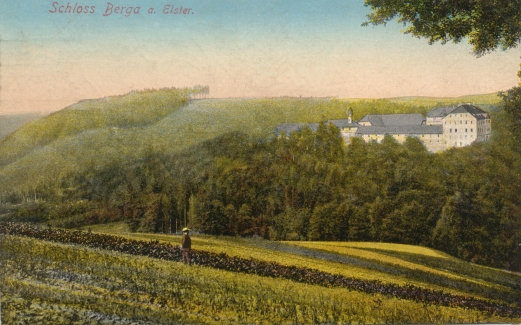
Dryfels
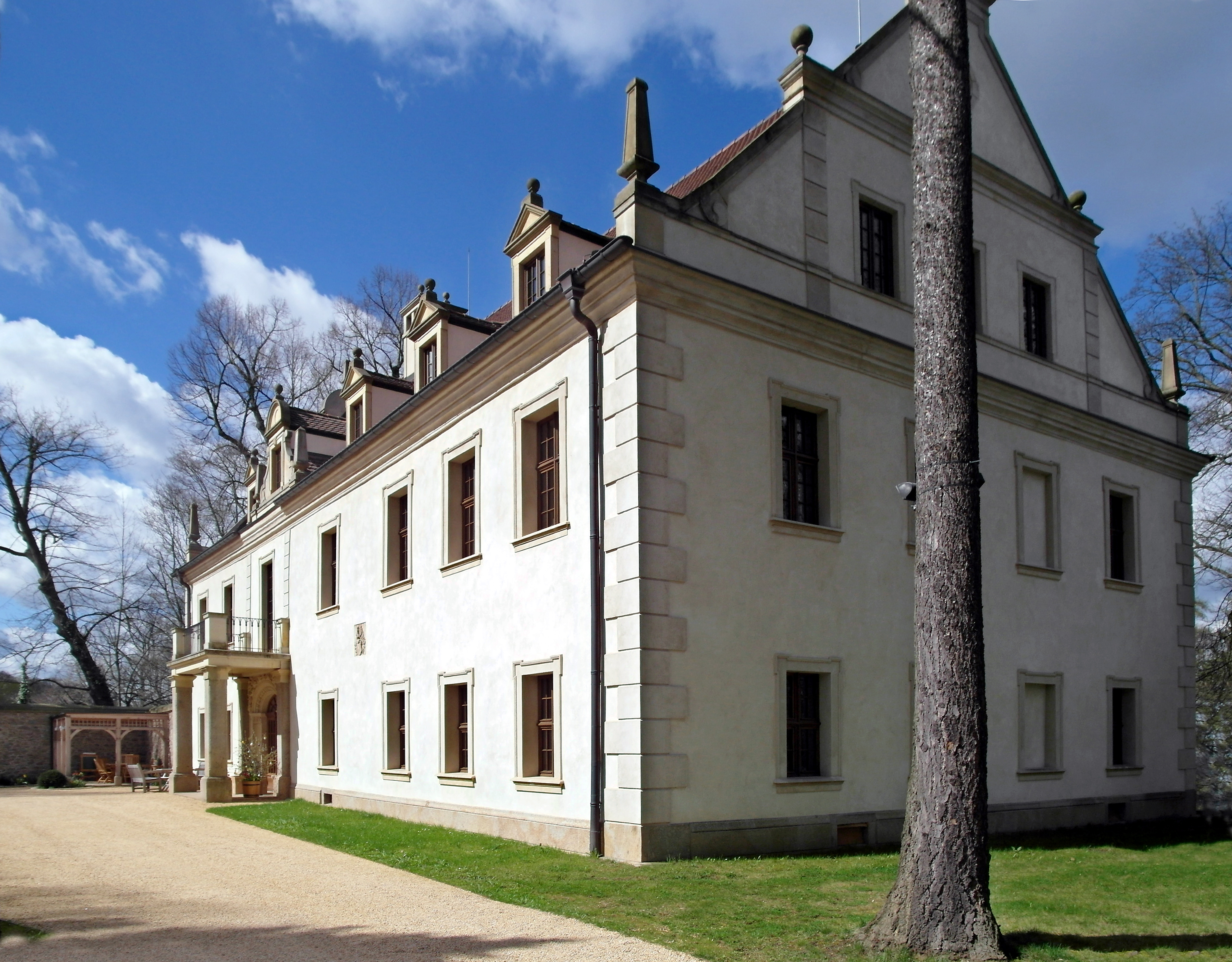
Crostau
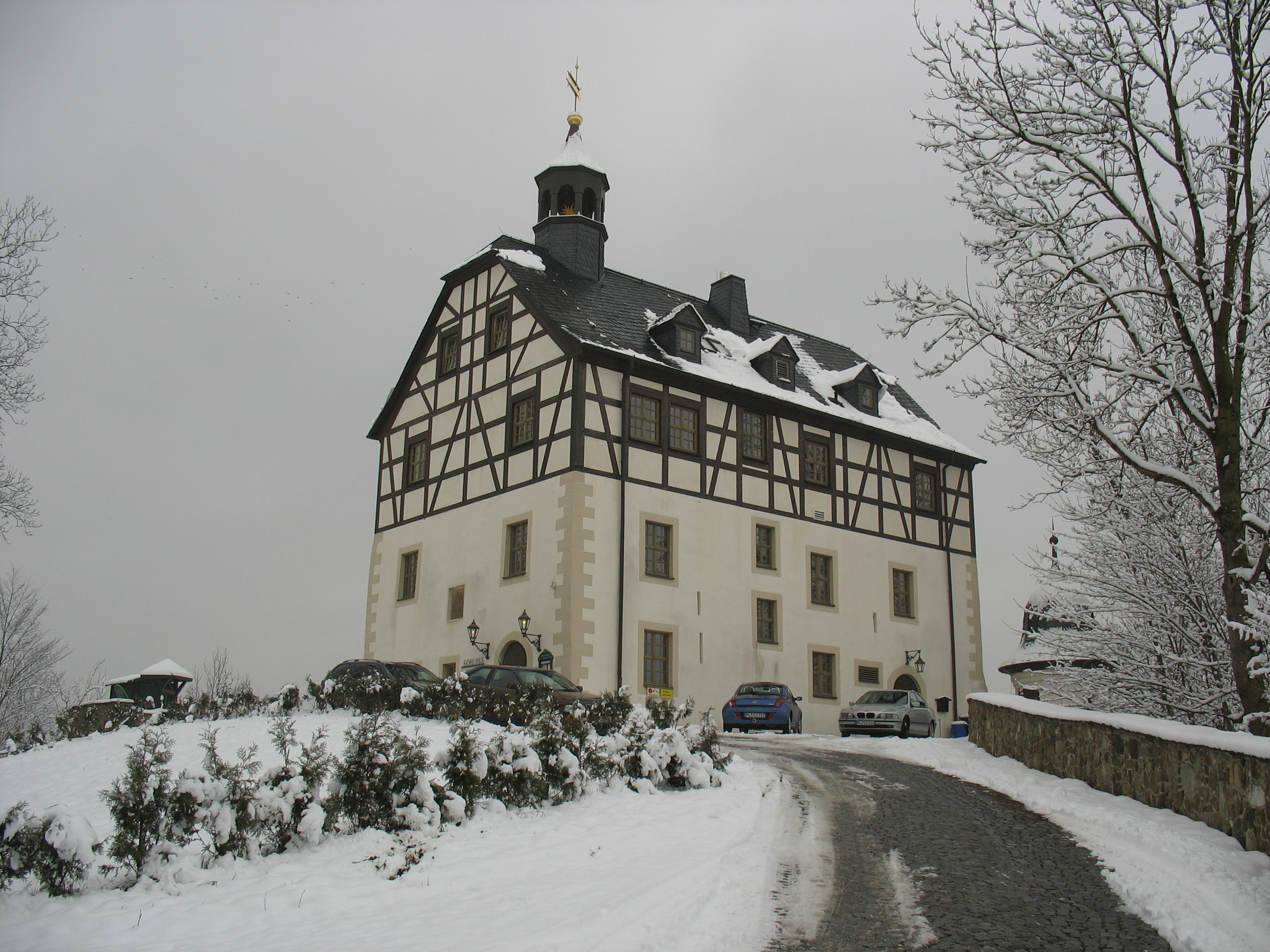
Jößnitz
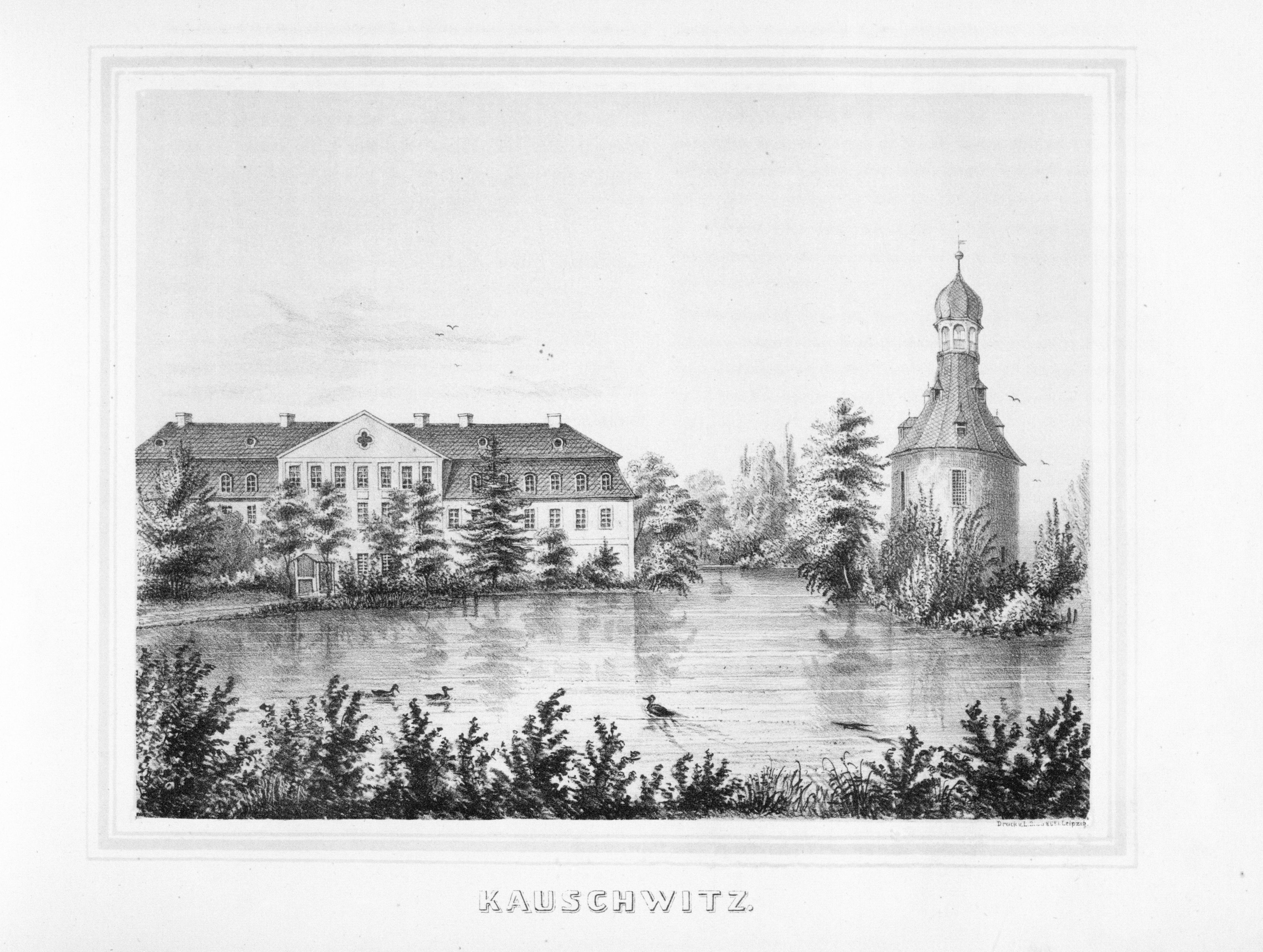
Kauschwitz
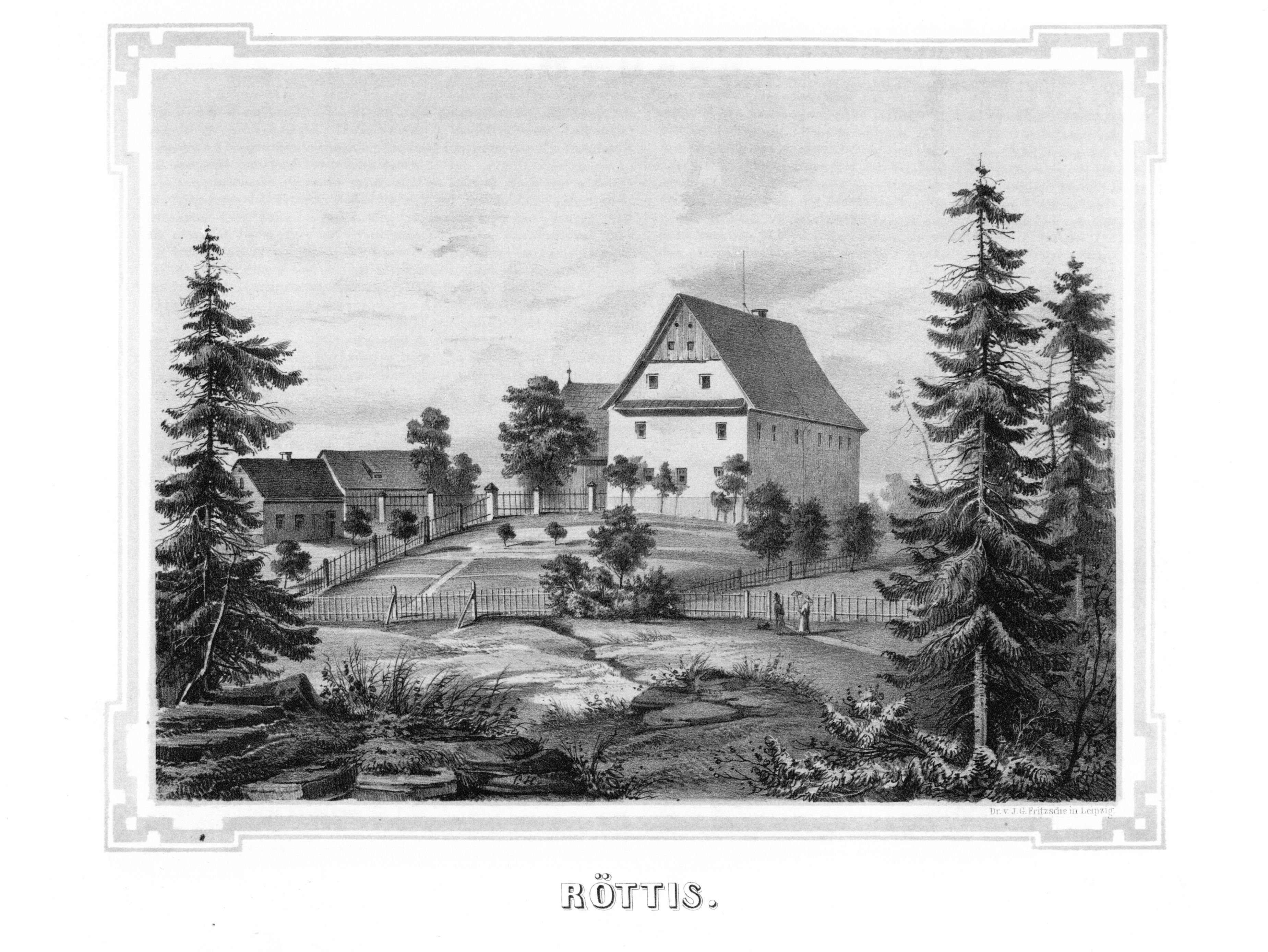
Röttis
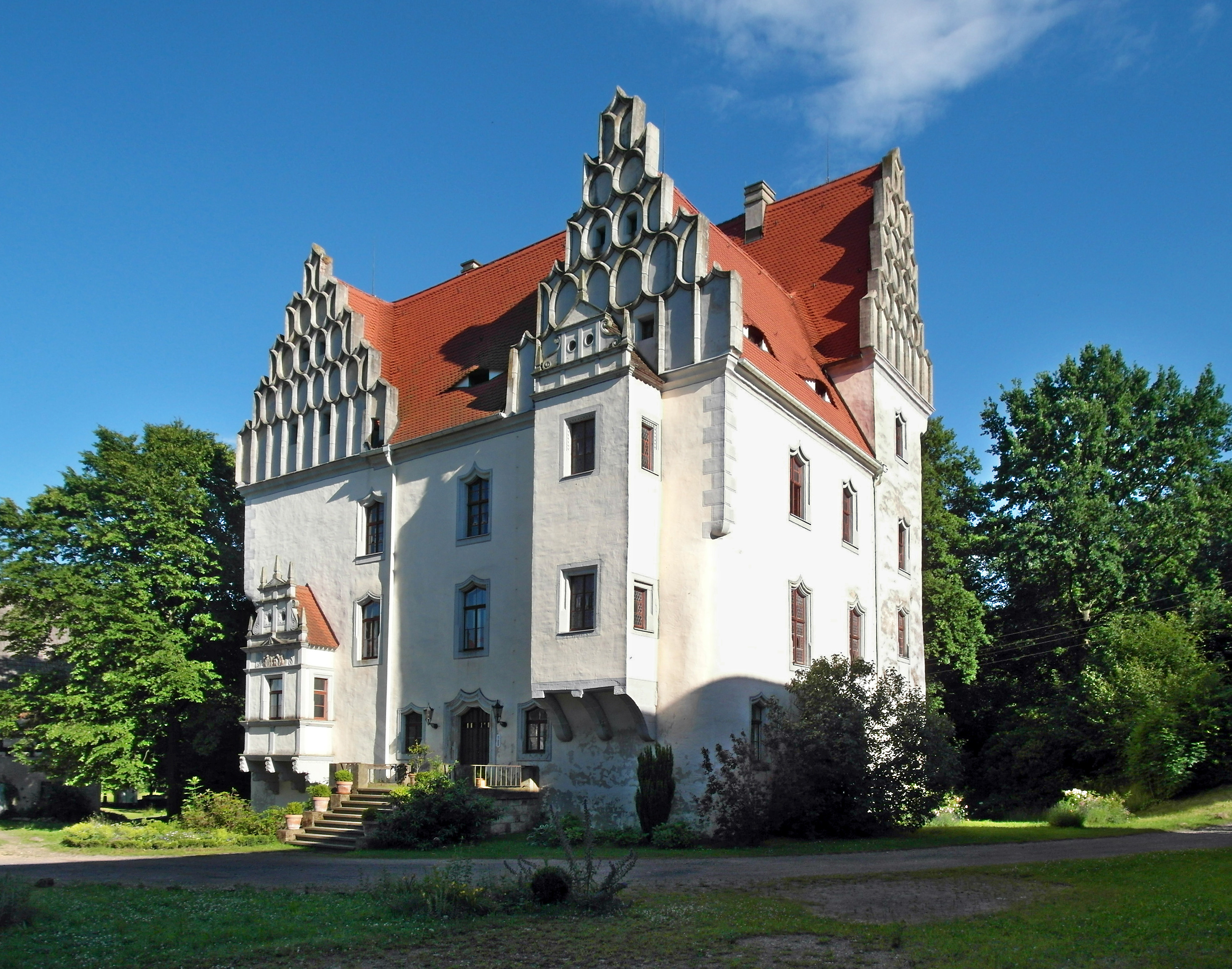
Heynitz
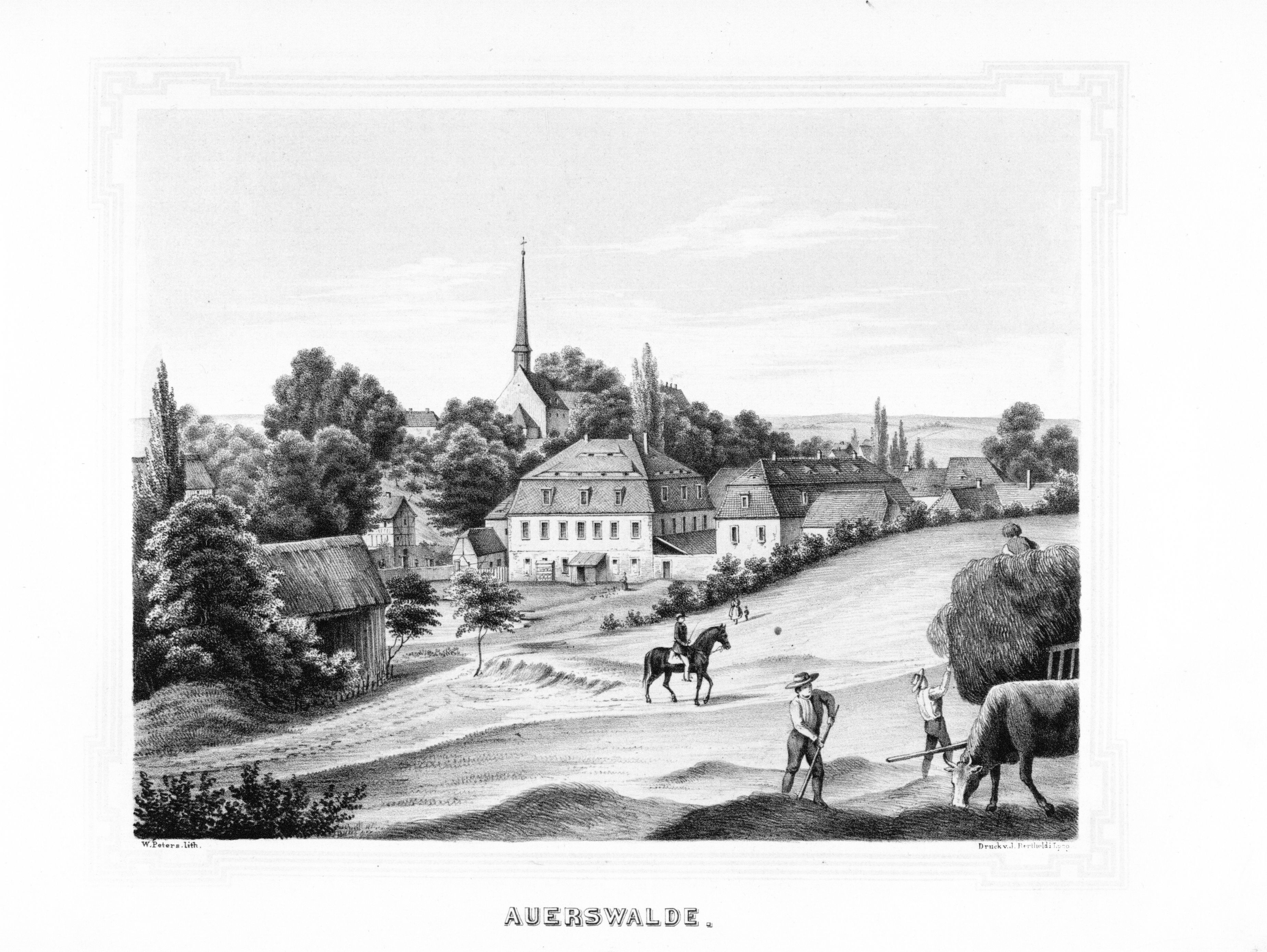
Rittergut Auerswalde

## Wappen

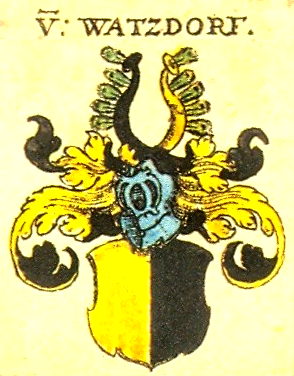
Wappen im Siebmacher 1605 (gespiegelt)

Das Wappen ist Gold und Schwarz gespalten. Auf dem Helm mit schwarz-goldenen Decken ein schwarzes und ein goldenes Büffelhorn, die mit vier aus je drei Federn bestehenden natürlichen Pfauenspiegeln besteckt sind.
In Johann Siebmachers Wappenbuch von 1605 erscheinen die von Watzdorf unter dem Adel aus der Mark Meißen. Das Wappen ist dort spiegelverkehrt abgebildet.

## Persönlichkeiten

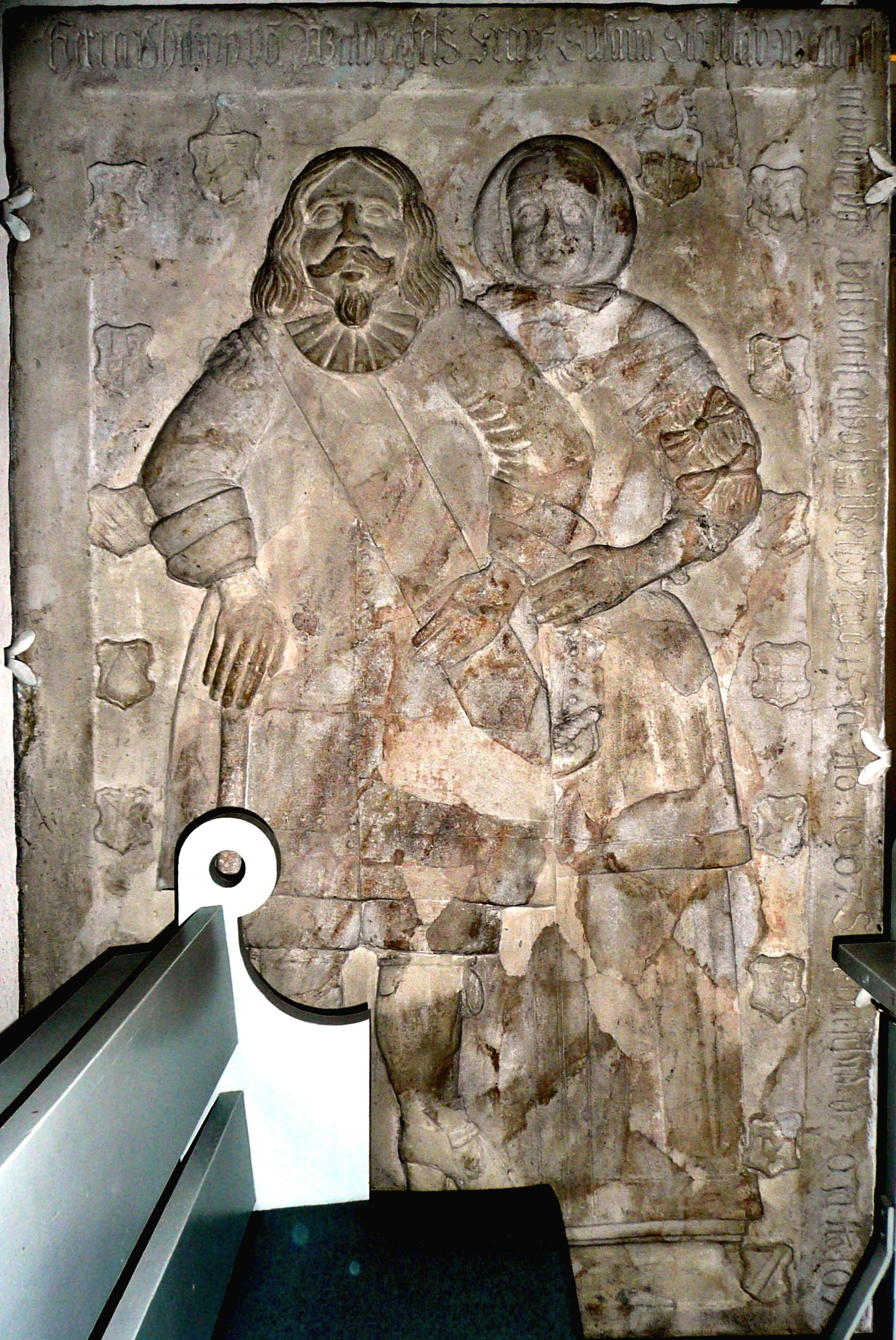
Grabmal Philipps von Waldenfels (1606–1679) und seiner Ehefrau Susanna Sibilla von Watzdorf in der Kirche von Röslau (1607–1676)

- Daniel von Watzdorf, beruft Tobias Adami 1604 zum Präzeptor
- Christoph Heinrich von Watzdorf (1670–1729), Reichsgraf, ab 1726 Standesherr von Pförten
- Christian Heinrich Reichsgraf von Watzdorf (1698–1747), Kammerherr sowie Hof- und Justizrat am kursächsischen Hof
- Friedrich von Watzdorf (1753–1809), Gutsbesitzer sowie Appellationsrat und Hofrichter in Wittenberg
  - Otto von Watzdorf (1801–1860), deutscher Jurist und Politiker, Mitglied der Frankfurter Nationalversammlung
  - Rudolph Friedrich Theodor von Watzdorf (1804–1880), deutscher Rittergutsbesitzer und Politiker, MdL
- Karl von Watzdorf (1759–1840), sächsischer General und Diplomat
  - Otto von Watzdorf (1841–1898), deutscher Landschaftsdirektor und Landrat
- Christian Bernhard von Watzdorf (1804–1870), Jurist und sachsen-weimarischer Minister, begründete mit Gustav Friedrich Held die Jahrbücher für sächsisches Strafrecht
- Werner von Watzdorf (1836–1904), königlich-sächsischer Finanzminister (1895–1902)
- Curt von Watzdorf (1839–1881), Gutsbesitzer und Parlamentarier, MdR, MdA
- Hans von Watzdorf (1857–1931), sächsischer Generalleutnant
- Bernhard von Watzdorf (1860–1921), sächsischer Generalleutnant
- Erika von Watzdorf-Bachoff (1878–1963), deutsche Schriftstellerin
- Anna Dorothee von Watzdorf (1890–1956), deutsche Bibliothekarin und Autorin
- Erna von Watzdorf (1892–1976), deutsche Kunsthistorikerin

zu weiteren Angehörigen siehe auch die Listen der Mitglieder des Sächsischen Landtags (I. Kammer)